# Impassible
L’Impassible est un ancien club néo-calédonien de football fondé en 1926 et basé à Vallée du Tir, quartier de Nouméa, la capitale de l'île.
Le club était la section football du club omnisports du même nom.
Il jouait ses matchs à domicile au Stade Maurice Sotirio.

## Histoire
Le club voit le jour en 1926 sous le nom de l'Impassable. Il est fondé par Raymond Ducasse, Fernand Chalier, Alain Devaud et Maurice Ducoin.

## Palmarès
| Compétitions nationales |
| --- |
| - Championnat de Nouvelle-Calédonie (6) : - Champion : 1930, 1950, 1951, 1953, 1956 et 1960. - Coupe de Nouvelle-Calédonie (1) : - Vainqueur : 1957. - Finaliste : 1958, 1959 et 1961. |

## Présidents du club
- Numa Daly
- Jules Kaddour